# Philippine de Rothschild
Philippine Mathilde Camille de Rothschild (Pariz, 22. studenog 1933. – Pariz, 23. kolovoza 2014.), francuska barunica i proizvođačica vina iz bogate bankarske obitelji Rothschild.

## Životopis
Bila je kći Philippea de Rothschilda (1902. – 1988.) i Élisabeth Pelletier de Chambure (1902. – 1945.). Njen mlađi brat, Charles Henri de Rothschild, rođen je 1938. godine i nije poživio dugo nakon rođenja, tako da je ona ostala jedino dijete u obitelji i očeva nasljednica. Roditelji su joj se razveli 1939. godine. Za vrijeme Drugog svjetskog rata, otac je ostao bez cjelokupne imovine koju su zaplijenile nacističke vlasti Višijske Francuske. Kolboracionistička vlada ga je uhitila, ali je uspio pobjeći iz zarobljeništva i prebjeći u London kod obitelji. Majku joj je zarobio Gestapo te preminula 1945. godine u sabirnom logoru Ravensbrück, kao jedina članica obitelji Rothschild koja je izgubila život u nekom od sabirnih logora tijekom njemačke okupacije dijelova Europe.
Prekinula je školovanje u šestnaestoj godini, da bi postala glumica (poznata pod imenom Philippine Pascal) u Comédie Française, gdje je upoznala glumca Jacquesa Noëla Sereysa (r. 1928.), za kojeg se udala 1961. godine i s njim dobila dvoje djece, kći Camilleu i sina Philippea. Formalno se razvela tek 1999. godine. U međuvremenu je bila u vezi s Jean-Pierreom de Beaumarchaisom (r. 1944.) s kojim je imala sina Juliena (r. 1971.).
Tijekom 1970-ih Philippine se pridružila očevom vinarskom poslu, nakon što je uspio unaprijediti certifikat svojih vina s imanja Château Mouton Rothschild. Poslije očeve smrti 1988. godine, Philippine je preuzela upravu nad vinarskom kompanijom Baron Philippe de Rothschild SA i proširila poslovanje na Čile i Napa valley u SAD-u. Osim spomenutog vinagradarskog imanja, bila je vlasnicom još dva u regiji Médoc u Francuskoj,  Château Clerc-Milon i Château d’Armailhac.
Uz vinarstvo, bavila se humanitarnim radom i sakupljanjem tapiserija, kipova i antikviteta.